# Ліберальна партія Гондурасу
Лібера́льна па́ртія Гондура́су (ісп. Partido Liberal de Honduras) — ліберальна партія в Гондурасі, одна з двох основних у країні. Заснована 5 лютого 1891 року. Є членом Ліберального Інтернаціоналу. Кольори партії — червоні, на відміну від синього кольору її основного опонента Національної партії Гондурасу.
На виборах 27 листопада 2005 року Ліберальна партія посіла 62 з 128 місць в парламенті і також, висунутий партією кандидат на президентських виборах Мануель Селайя набрав 49,9% голосів. Селайя став п'ятим президентом країни від Ліберальної партії.
У 2009 році Мануель Селайя був усунутий від влади в результаті державного перевороту і тимчасовим президентом країни був призначений також член Ліберальної партії Роберто Мічелетті.